# A crowd of rebellion
Az a crowd of rebellion japán metalcore-screamo együttes, melyet 2007-ben alapítottak Niigatában.

## Tagjai
- Mijata Daiszaku (宮田大作?) — ének (hörgés)
- Kobajasi Rjószuke (小林亮輔?) — ének, gitár

Korábban a „Gozen jodzsi, aszajake ni cuki” (午前四時、朝焼けにツキ, ’Reggel négy óra, napkelte’) nevű együttes énekese volt, azonban onnan kilépett, hogy az a crowd of rebellionra összpontosíthasson
- Marujama Baku (丸山漠?) — gitár
- Takai Júszuke (高井佑典?) — basszusgitár
- Kondó Takesi (近藤岳?) — dobok

## Története
Az együttest 2007 tavaszán alapították a Niigata prefektúra székhelyén, Niigata városában. A Mijata Daiszaku–Kobajasi Rjószuke–Marujama Baku–Takai Júszuke–Kondó Takesi felállás 2012 februárjában állt össze. Első albumuk 2012 februárjában, Hydrangea címmel jelent meg és elnyerte az 5. CD Shop Awards zenei díjátadó Kósinecu—Hokuriku területi díját.
Nagykiadós bemutatkozó lemezük The Crow címmel jelent meg a Warner Music Japan gondozásában.

## Diszkográfia

### Kislemezek
| #             | megjelenés        | Cím                   | Formátum    | Katalógusszám                                | Oricon |
| ------------- | ----------------- | --------------------- | ----------- | -------------------------------------------- | ------ |
| (indie)       | 2012. január 24.  | across the discord EP | CD          |                                              | —      |
| (korlátozott) | 2014. január 1.   | Black Philosophy Bomb | CD          |                                              | —      |
| 1             | 2015. március 4.  | The Crow              | CD CD+Goods | WPCL–12059 (normál) WPCL–12058 (korlátozott) | 38.    |
| (digitális)   | 2017. február 15. | Rebuild               | DL          | –                                            | –      |

### Nagylemezek
| #  | Megjelenés          | Cím        | Formátum | Katalógusszám                                  | Dallista | Oricon |
| -- | ------------------- | ---------- | -------- | ---------------------------------------------- | --- | ------ |
| 1. | 2012. február 8.    | Hydrangea  | CD       | acor–1001                                      | 1. The Beautiful Comatose State 2. If The Sunrise Dye This Room,Let’s Drink It 3. All Flowing Words 4. The Children Has Bretta 5. Hydrangea | —      |
| 2. | 2013. június 5.     | Zygomycota | CD       | DRCR–1001                                      | 1. Satellitear 2. 8 Cigars Killed Yesterday 3. O.B.M.A 4. The Ilex Allowed Clarity Hate 5. Blood Sphere Waits For 6. Forget Me Not | 77.    |
| 3. | 2014. július 9.     | Calendula  | CD       | NWR–1001                                       | 1. -OOZE OUT- 2. This World Is Unreasonable. 3. Sleepless Mantis 4. -My Name Is Error- 5. aquarium 6. SATISFIED? 7. Black Philosophy Bomb 8. The Noise Bring Disorder To People. 9. Calendula                                                         | 44.    |
| 4. | 2015. szeptember 2. | Daphne     | CD       | WPCL–12229                                     | 1. -Apollon- 2. BLACK ANTHEM 3. This is Liiiiiv[e] 4. Smells Like Unknown 5. Iris no hana 6. Never Say A Gain 7. Daphne | 40.    |
| 5. | 2016. június 22.    | Xanthium   | CD       | WPCL–12384 (korlátozott) WPCL–12385 (normál)   | 1. M1917 2. Hello, Mr. Judgment 3. B.A.I.B 4. Smells Like Unknown 5. ll:α→Ω:ll 6. Sketch 7. Crocus 8. She’ll Never Forgive To Be Insulted. 9. Mechanical Parade 10. -Xday- 11. Unlostism 12. The Crow 13. Traffic Light 14. O.B.M.A (X.E.D.I.T.I.O.N) | 23.    |
| 6. | 2017. augusztus 16. | Gingerol   | CD       | WPZL-31377/8 (korlátozott) WPCL-12698 (normál) | 1. C17H26O4 2. Hope 3. Nexus 4. NIACIN FLUSH 5. Devil Scars 6. polyrhythm 7. if... 8. 294.38g/mol 9. MATSURI WWWeapon 10. Gorilla Gorilla Gorilla 11. Rebuild 12. Karma szó                                                                           | 14.    |

### Közreműködések
| Megjelenés        | Album            | Katalógusszám | Dal                       |
| ----------------- | ---------------- | ------------- | ------------------------- |
| 2012. április 18. | Bring It On Hard | GSTG–002      | 1. Goodnight, Ms.Hysteria |
| 2012. július 25.  | Brat Pack 2012   | TRVE–0073     | 1. Swallow                |